# Akebu jezik
Akebu jezik (akebou, ekpeebhe, gakagba, kabu, kebu, kegberike; ISO 639-3: keu), nigersko-kongoanski jezik skupine kwa, uže skupine left bank, kojim govori 56 400 ljudi (2002 SIL) u prefekturi Wawa u Togou.
Koristi se u svim domenama, osim u školi. U upotrebi i éwé [ewe], gen [gej] ili francuski [fra].

## Vanjske poveznice
- Ethnologue (14th)
- Ethnologue (15th)